# Zabłocie (rejon korelicki)
Zabłocie (biał. Забалацце, Zabałaccie; ros. Заболотье, Zabołotje) – wieś na Białorusi, w obwodzie grodzieńskim, w rejonie korelickim, w sielsowiecie Maluszyce.

## Historia
W XIX i w początkach XX w. folwark i zaścianek położone w Rosji, w guberni mińskiej, w powiecie nowogródzkim, w gminie Korelicze. Drobne majątki posiadała tu szlachta muzułmańska i katolicka.
W dwudziestoleciu międzywojennym wieś leżąca w Polsce, w województwie nowogródzkim, w powiecie nowogródzkim, w gminie Korelicze. W 1921 miejscowość liczyła 238 mieszkańców, zamieszkałych w 38 budynkach, w tym 223 Białorusinów, 10 Polaków i 5 Tatarów. 224 mieszkańców było wyznania prawosławnego, 9 rzymskokatolickiego i 5 muzułmańskiego.
Po II wojnie światowej w granicach Związku Sowieckiego. Od 1991 w niepodległej Białorusi.